# Roter Himmel
Roter Himmel ist ein deutscher Spielfilm von Christian Petzold aus dem Jahr 2023. Das Beziehungsdrama stellt vier junge Menschen während eines heißen, trockenen Sommers in einem Ferienhaus an der Ostsee in den Mittelpunkt. Ihr Leben wird unmittelbar durch unkontrollierte Waldbrände bedroht und ihr Domizil langsam und unmerklich von den Flammenwänden eingeschlossen. Es handelt sich nach Undine (2020) um den zweiten Teil einer geplanten Filmtrilogie. Die Hauptrollen übernahmen Thomas Schubert, Paula Beer, Langston Uibel, Enno Trebs sowie Matthias Brandt.
Die Uraufführung des Films fand im Februar 2023 im Rahmen der 73. Internationalen Filmfestspiele Berlin statt, wo das Werk mit dem Großen Preis der Jury ausgezeichnet wurde. Roter Himmel wurde von der Filmkritik sehr positiv aufgenommen und als eines der unterhaltsamsten und leichtesten Werke Petzolds rezensiert. Neben Regie und Drehbuch fanden auch die Darstellerleistungen von Schubert und Beer Anklang. Die Nichtberücksichtigung von Roter Himmel für die Verleihung des Deutschen Filmpreises 2023 führte zu teils heftiger Kritik am Auswahlprozess der Deutschen Filmakademie, woraufhin dieser reformiert wurde.
Der reguläre Kinostart von Roter Himmel in Deutschland erfolgte am 20. April 2023.

## Handlung
Die beiden Berliner Freunde Leon und Felix verbringen den Monat Juni an der Ostsee. In der Nähe von Ahrenshoop kommen sie im Ferienhaus von Felix‘ Familie unter, um ihrer jeweiligen Arbeit nachzugehen – Leon will seinen zweiten Roman mit dem Titel Club Sandwich fertigstellen, Felix bereitet eine Bewerbungsmappe mit Fotos für die Kunsthochschule zum Thema „Wasser“ vor. Leon steht unter Stress, da er fortwährend an sein unvollendetes Skript denken muss und ein Besuch seines Verlegers kurz bevorsteht. Auf dem Weg zum Ferienhaus bleibt der Wagen mehrere Kilometer vor dem Ziel im Wald liegen. Verkompliziert wird die Situation noch durch Nadja, eine Saisonarbeiterin in einem Hotel und die Nichte einer Arbeitskollegin von Felix’ Mutter. Sie hat zur Überraschung der beiden Männer ebenfalls die Zusage erhalten, das Ferienhaus nutzen zu dürfen und sich bereits ins größere der beiden Schlafzimmer einquartiert. Leon und Felix müssen sich daraufhin das kleinere Zimmer teilen. Wiederholt fliegen Löschflugzeuge über das Anwesen, um in diesem heißen, trockenen Sommer einen etwa 30 Kilometer entfernten Waldbrand zu löschen.
Die folgenden Nächte werden vor allem für Leon zur Tortur, da er durch die laute Musik und Sexgeräusche von Nadja am Schlafen gehindert wird. Zum Arbeiten bleibt ihm nur eine Ecke im Garten. Bei Felix ist wiederum die Neugierde geweckt – Nadja unterhält eine Liaison mit dem attraktiven Rettungsschwimmer Devid, von dem auch er sich angezogen fühlt. Die gute Stimmung der drei lässt aber Leons eigene meist noch schlechter werden. Er beteiligt sich kaum an den gemeinsamen Ausflügen zum Strand und schiebt wiederholt die Arbeit vor. Bei einem gemeinsamen Abendessen, bei dem Devid und Felix sich küssen, piesackt er den Rettungsschwimmer mit unnötigen Fragen über seinen Beruf. Dies löst bei Felix einen Wutanfall aus. In der Zwischenzeit hat sich der Waldbrand weiter ausgebreitet. Der Feuerschein ist nun in weiter Ferne vom Vordach aus erkennbar.
Leon begegnet Nadja zufällig bei der Arbeit an der Eisdiele eines Hotels. Später hilft er ihr nach einem Fahrradsturz. Er entschuldigt sich für sein provozierendes Verhalten am Vortag und gibt ihr zögerlich sein Manuskript zur Lektüre. Nadja beginnt es sofort zu lesen, bezeichnet es aber zu Leons Enttäuschung kurzangebunden als „Bullshit“, was ihn noch mehr verunsichert. Als Felix und Devid gemeinsam Sex haben, quartiert sich Nadja zu Leon ins Zimmer ein. Eine spontane Einladung zum nächtlichen Strand, um das Meeresleuchten zu beobachten, lehnt er zu ihrer Enttäuschung ab. Auch der Besuch des Verlegers Helmut gestaltet sich nicht nach Leons Wünschen, den er in ein teures Hotelzimmer einmietet, das einst Uwe Johnson bewohnt haben soll. Helmut kann nur einen Tag bleiben und schenkt Felix‘ Mappe und Nadja mehr Lob als seinem Manuskript. Es stellt sich heraus, dass Nadja in Literaturwissenschaft über Heinrich Heines Romanzero promoviert und nur aufgrund eines verlorenen Stipendiums als Saisonarbeiterin tätig ist. Sie beeindruckt die Runde mit ihrem Lieblingsgedicht Der Asra, das sie im Wechsel mit Helmut fehlerfrei zitieren kann.
Während Felix und Devid mit einem Traktor aufbrechen, um den liegengebliebenen Wagen abzuschleppen, bricht Helmut im Garten zusammen, nachdem ein Ascheregen von der nahenden Feuerwalze niedergegangen ist. Nadja bringt ihn mit seinem gemieteten Kleinwagen ins Krankenhaus, während Leon zu Fuß durch den Wald, der bereits vom Feuer erfasst wird, nacheilt. Am nächsten Morgen geht es Helmut besser und er gibt Nierensteine als Grund für seinen Zusammenbruch an. Auf Geheiß Nadjas rät er Leon, die Arbeit an Club Sandwich einzustellen. Zurück im Ferienhaus kommt es zum Streit zwischen Nadja und Leon. Sie wirft ihm mangelnde Aufmerksamkeit vor, da Helmut auf der Onkologie-Station behandelt wurde und unter einer Krebserkrankung leidet. Leon gesteht ihr, dass er vom ersten Augenblick an in sie verliebt gewesen sei. Zur selben Zeit treffen zwei Polizisten ein, die den Tod von Felix und Devid vermelden – beide sind während des Waldbrands ums Leben gekommen. Leon und Nadja identifizieren in der Leichenhalle die sterblichen Überreste der beiden, die eng umschlungen – wie einige Gipsabgüsse aus Pompeji – bei lebendigem Leib verbrannten. Während Nadja weint, ist Leon keine Gefühlsregung möglich. Nadja reist kurz darauf ab, während sich Leon des Nachts das leuchtende Meer ansieht. Er verarbeitet die Geschehnisse zu einem Roman und widmet diesen Felix, was auf das Wohlwollen Helmuts trifft, der von seiner fortschreitenden Krebserkrankung gezeichnet ist. Auch soll ein Bild vom toten Freund verwendet werden, das ursprünglich für dessen Bewerbungsmappe gedacht war. In Helmuts Garten trifft Leon durch Zufall Nadja wieder, die sich anscheinend um den Verleger kümmert. Die beiden lächeln sich an.

## Entstehungsgeschichte

### Drehbuchentwicklung und Inspiration

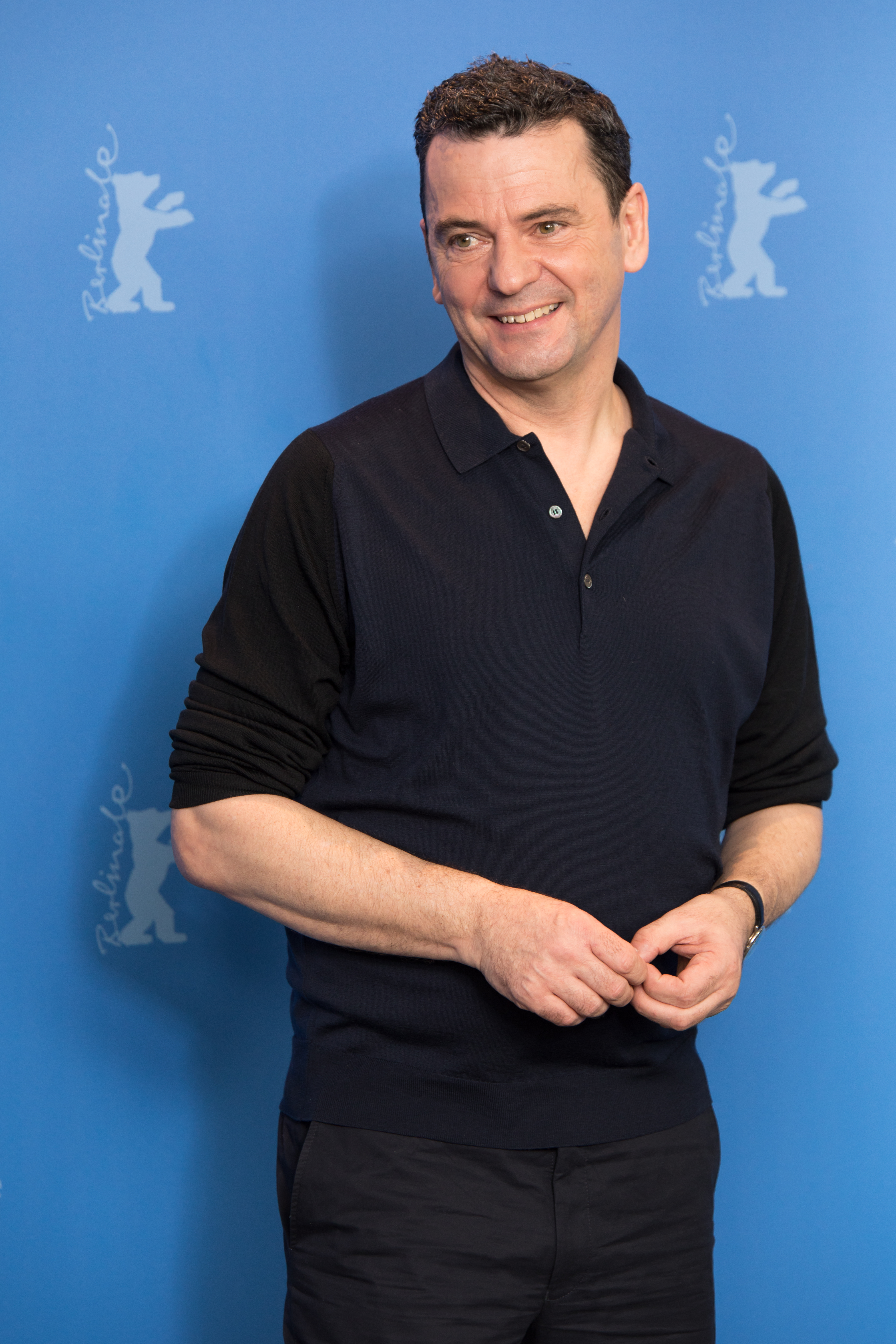
Christian Petzold (2018)

Für Christian Petzold ist Roter Himmel der 18. realisierte Spielfilm als Filmregisseur und Drehbuchautor; ursprüngliche Arbeitstitel waren Die Glücklichen beziehungsweise Wenn sie lieben. Es handelt sich nach Undine (2020) um den zweiten Teil einer geplanten Filmtrilogie. Bei einem Online-Interview im Oktober 2020 während des New York Film Festivals gab Petzold an, noch am Drehbuch zu schreiben. Auch hatte er ursprünglich geplant, die Dreharbeiten nach der COVID-19-Pandemie zu beginnen, da Roter Himmel Themen wie Liebe, Küssen und homosexuelle Liebe beinhalte. „Ich möchte Körper sehen usw. Ich kann das nicht mit Masken machen und deshalb will ich das realistisch inszenieren“, so Petzold. Seine SARS-CoV-2-Infektion im selben Jahr habe Auswirkungen auf die Drehbuchentwicklung gehabt. Petzold habe während seiner Erkrankung unter Fieberträumen gelitten, die sich alle im Sommer auf Lichtungen abgespielt hätten, darunter einem mit expliziter sexueller Darstellung, der es später in sein Filmskript geschafft hätte. Auch habe er sich während seiner Infektion von der Idee getrennt, einen dystopischen Film zu inszenieren. „Ich sagte zu mir selbst, wenn ich wieder gesund […] bin, möchte ich am Thema Liebe und mit jungen Menschen arbeiten und nicht über eine Welt, die sich in einem Ausnahmezustand befindet“, so der Regisseur. Darüber hinaus habe ihm der im Jahr 2014 verstorbene Drehbuchautor Harun Farocki zu Filmtrilogien geraten, da er so immer beschäftigt sei und selbst in Serien und Mustern denke. Petzold verglich diese Arbeitsweise mit der aus den 1940er- und 1950er-Jahren. Während des Lockdowns habe er sich außerdem Filme von Yasujirō Ozu, Robert Bresson und Claude Chabrol angesehen. Zwar kannte er die Werke bereits, doch habe er sie in einer anderen Stimmung gesehen und so als „etwas sehr Neues“ begriffen. Inspiriert worden sei er auch durch die verheerenden Waldbrände in der Türkei und habe die betroffenen Gebiete damals gemeinsam mit seiner Ehefrau besucht.

### Produktion und Dreharbeiten

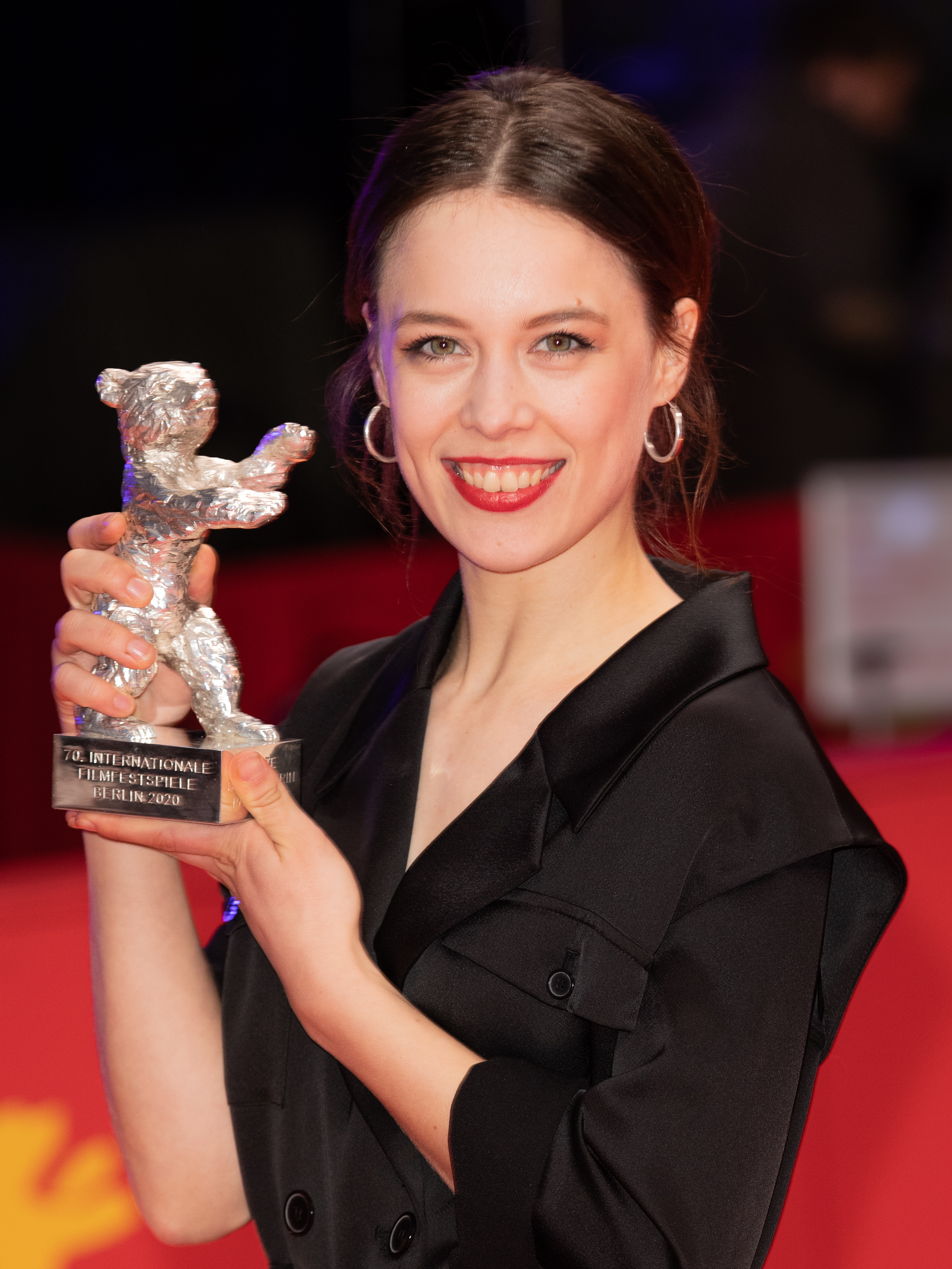
Die Schauspielerin Paula Beer arbeitete zum dritten Mal mit Christian Petzold zusammen

Erneut arbeitete Petzold an Roter Himmel mit seinem langjährigen Produzententeam um Florian Koerner von Gustorf und Michael Weber (Schramm Film Koerner & Weber GbR) zusammen. Auch verpflichtete Petzold Paula Beer, die zuvor die Titelrolle in Undine interpretiert hatte und in Transit (2018) zu sehen war. Ebenso hatte Enno Trebs einen Statistenpart als Kellner in Undine bekleidet, während Petzold mit den Schauspielern Thomas Schubert und Langston Uibel zum ersten Mal zusammenarbeitete. Währenddessen war Matthias Brandt drei Mal unter Petzold in der Krimireihe Polizeiruf 110 als Kriminalhauptkommissar Hanns von Meuffels zu sehen gewesen (Kreise, 2015; Wölfe, 2016; Tatorte, 2018).
Die Dreharbeiten begannen ab Ende Juni/Anfang Juli 2022. Es waren insgesamt 35 Drehtage angesetzt und die Dreharbeiten endeten Mitte August desselben Jahres. Als Drehort war unter anderem Ahrenshoop vorgesehen. Für Kamera und Schnitt waren Petzolds langjährige Weggefährten Hans Fromm und Bettina Böhler verantwortlich. Finanziell gefördert wurde das Projekt von der Filmförderungsanstalt (Drehbuchförderung), dem Deutschen Filmförderfonds (Fördersumme: über 772.000 Euro), der Beauftragten der Bundesregierung für Kultur und Medien (500.000 Euro) sowie von der MV Filmförderung (110.000 Euro).
Zwar liebe Petzold Musik, lasse diese aber in seinen Filmen weg. Einzig das im Jahr 2020 veröffentlichte Lied In My Mind der österreichischen Band Wallners fand Eingang in den Film. Petzold habe es zufällig während der Arbeit am Drehbuch im Autoradio gehört.

## Rezeption

### Veröffentlichung
Die Weltpremiere von Roter Himmel (internationaler Titel: Afire) erfolgte am 22. Februar 2023 im Rahmen der Berlinale. Petzold hatte mit seinem vorangegangenen beiden Filmen Transit (2018) und Undine (2020) ebenfalls am Wettbewerb des Berliner Filmfestivals teilgenommen. Im offiziellen Programm schrieb das Festival, dass der Film „vom Nicht-schlafen-Können und Liebenwollen, vom Schreiben und Gelesenwerden, vom In-der-Welt-Sein und möglicherweise doch An-ihr-vorbei-Leben“ handle. Roter Himmel sei „ein Film im Schwebezustand zwischen Symbolik und Realistik, komisch und zutiefst tragisch“. Ein Trailer wurde kurz vor Beginn der Berlinale veröffentlicht.
Eine Kinoauswertung in Deutschland erfolgte am 20. April 2023 im Verleih von Piffl Medien. Im Oktober 2023 wurde Roter Himmel ins Programm des Streaminganbieters Mubi aufgenommen.

### Kritiken
Die deutschsprachigen Kritiken nach der Berlinale-Premiere fielen mehrheitlich positiv aus:
Nach Tim Caspar Boehme (die tageszeitung) erzähle der Film von „künstlerischer Krise, von zwischenmenschlichen Komplikationen, die sich im Unausgesprochenen und als Folge des Unausgesprochenen bemerkbar machen“. Roter Himmel präsentiere  sich „unter den deutschen Beiträgen im Wettbewerb soweit zu den stärkeren“. Er lobte die Schauspielleistung von Thomas Schubert, der den Leon „herrlich stinkig“ gebe, und die einzig scharf gezeichnete Figur sei, was Boehme kritisierte: „Die Regungen der einzelnen Figuren“ würden „oft im Angedeuteten“ belassen. Im „Wasser“-Thema für Felix’ Bewerbungsmappe sah er eine Verbindung zu Petzolds vorangegangenem Film Undine.
Philipp Bovermann (Süddeutsche Zeitung) sah in Hauptdarstellerin Paula Beer „eine moderne femme fatale [...] im roten Sommerkleid“. Regisseur Petzold schüre „große Gefühle“, lasse „sie aber in der Distanz lodern wie die gefährlich näherkommenden Waldbrände, die das Ostsee-Idyll umzingeln“. Er flirte „gar mit dem Melodram, um schließlich Asche regnen zu lassen“. Bovermann freute sich herzlich über Dialogzeilen wie „Du hast da Gulasch im Gesicht“ und als Zuschauer lasse man „sich deshalb gern verbrennen“.
Cornelia Geißler (Berliner Zeitung) zählte Roter Himmel zum Favoritenkreis auf den Hauptpreis des Festivals und lobte Petzold für die sorgfältige Auswahl seiner Bilder. Der Filmemacher beweise sich „zeitweise als ungewöhnlich heiterer Erzähler“ und die Missverständnisse zwischen Leon, Felix, Nadja und Devid würden „komische Züge“ tragen. Eine Verbindung zu Petzolds vorangegangenen Film sah Geißler im Motiv der Ostsee im Vergleich zu den Flüssen aus Undine beziehungsweise im titelgebenden roten Himmel als grundsätzliches Element und ergänzend das zitierte Heine-Gedicht. Das Nachrichtengeschehen der vergangenen Jahre ließen die Bilder im Film „realistisch wirken“ – „heiße, trockene Sommer“ hätten „ihre Unschuld verloren“. Der Regisseur führe „die Beziehungen zwischen den Figuren zu einer magischen Intensität“, die Darsteller würden „diese Gedankentiefe auf grandiose Weise“ tragen, so Geißler. „Liebe und Schmerz zeigen sich tragisch verbunden, aber der Film weist sogar daraus noch einen Weg. Und deshalb macht es so traurig und so glücklich, ihn zu sehen“.
Elena Philipp (Berliner Morgenpost) kritisierte den Film als „Künstler-Novelle ohne poetische Kraft“. Die Figuren würden im Dialog verraten, was sie bewege, „statt es sich ansehen zu lassen“. Einzig hob die Kritikerin Paula Beers Figur heraus. Bei Nadja stehe „Tiefe und Triviales [...] in Spannung“. „Geheimnislos“ wirke das übrige Geschehen. Dennoch lobte Philipp die Kameraarbeit von Hans Fromm, der die Küste als „lieblich-raues Klanggemälde“ gestalte.
Nach Claudius Seidl (Frankfurter Allgemeine Zeitung) habe Petzold „die strengen, kargen, stilisierten Inszenierungen hinter sich gelassen“. Er filme „heute weicher als früher, geschmeidiger“, gönne „sich Schnitte und Gegenschüsse, die er sich früher versagt hätte“. Dadurch verliere „sein Stil an Eindeutigkeit“, gewinne „aber eine Offenheit, die den Eigenarten [und Widersprüchen] seiner Menschen mehr Raum“ lasse. Seidl beeindruckte das „Spiel der Körper“ der beiden Hauptdarsteller Thomas Schubert und Paula Beer. Roter Himmel sei „ein Melodram, in dem erst Naturgewalten die wahren Gefühle entfesseln“.
Julia Dettke (Frankfurter Allgemeine Sonntagszeitung) zählte Roter Himmel neben Lila Avilés’ Tótem zu den „beiden überzeugendsten“ Filmen im Berlinale-Wettbewerb und bemerkte jede Menge Selbstironie. Es handle sich um Petzolds bislang unterhaltsamsten, lustigsten und reifsten Film und seine Version von Federico Fellinis Achteinhalb. Das Werk sei „Künstlerdrama und kluge Parabel einerseits, ironisch-leichter Sommerfilm andererseits“. Auch lobte Dettke das Schauspielensemble um Thomas Schubert und Paula Beer, die in Roter Himmel „endlich kein ätherisch-ungreifbares Wasserwesen mehr“ sei, „sondern eine selbstbewusst-spöttische Frau der Gegenwart“. Schuberts Figur sei „so gefangen [...] in seiner Selbstbezüglichkeit, dass er selbst die sich nähernden Waldbrände nicht“ bemerke.
Laut Wolfgang M. Schmitt sei Roter Himmel „garantiert einer der besten Filme 2023“. Schmitt lobte neben Petzolds Drehbuch und Regie vor allem die nuancierten Schauspielleistungen sowie die präzise und dennoch behutsame Kameraarbeit.
Im internationalen Kritikenspiegel der britischen Fachzeitschrift Screen International erhielt der Film 3,4 von 4 möglichen Sternen und belegte damit unter allen 19 Wettbewerbsbeiträgen den zweiten Platz hinter dem US-amerikanischen Beitrag Past Lives (3,6).
Auch international fand der Film großen Anklang. Auf der Website Rotten Tomatoes empfahlen 91 Prozent der dort gelisteten über 100 professionellen Kritiker Roter Himmel weiter (vom Publikum wurde der Film schlechter bewertet). Dies führte zu einer Durchschnittswertung von 7,8 von 10 möglichen Punkten. Das Fazit der Website hob die Darstellerleistungen hervor. Roter Himmel biete „einen fesselnden Blick auf komplizierte Beziehungen“ und zeige, „wie Christian Petzold in einer wohl leichteren, aber dennoch bemerkenswert ehrgeizigen Art“ arbeite. Bei der Website Metacritic erhielt der Film basierend auf 28 Kritiken einen Metascore von 82 von 100 möglichen Punkten. Dies entspricht einhelligem Beifall („universal acclaim“) und für Petzolds Regiearbeit wurde eine eindeutige Filmempfehlung („must-see“) ausgesprochen.

### Kontroverse um Nichtberücksichtigung beim Deutschen Filmpreis
Für Unverständnis bei Kritikern sorgte die Nichtberücksichtigung für die Verleihung des Deutschen Filmpreises 2023. Petzolds Regiearbeit gelangte auch nicht in die Vorauswahl der aus Sicht der Deutschen Filmakademie besten 26 Spielfilme und fünf nachnominierten Einzelleistungen. Vielfach wurde dies als Systemversagen im Auswahlprozess gesehen. Die Filmakademie erklärte, dass die Vorauswahlkommission keine Kenntnis darüber gehabt habe, dass Roter Himmel im Wettbewerb der Berlinale laufen würde. Alexandra Maria Lara und Florian Gallenberger, die beide die Deutsche Filmakademie leiten, plädierten dafür, das Wahlverfahren zu reformieren.
Katja Nicodemus (Die Zeit) kritisierte, dass „ästhetische Abweichler und Nichtmitglieder der Filmakademie systematisch weniger Chancen auf die Steuergelder“ hätten. Die Akademie sei „eine Großfamilie, die nicht über ihren Tellerrand“ schaue. David Steinitz (Süddeutsche Zeitung) titelte, dass der Deutsche Filmpreis „peinlich“ sei. Es sei „sehr merkwürdig“, dass „das bereits hymnisch rezensierte Werk eines der wichtigsten deutschen Filmemacher“ nicht über die Vorauswahl hinauskam.
Petzold selbst bezeichnete die Deutsche Filmakademie als „Katastrophe“. Er vermisse „den Blick von außen“ und kritisierte, dass sie die finanziellen Mittel der kulturellen Filmförderung als privater Verein verteile, sowie die Besetzung der aus 18 Mitgliedern bestehenden Vorauswahlkommission Spielfilm, von denen er „teilweise nie etwas gehört habe“. Bei Petzold habe es über die Jahre aber schon „einen Gewöhnungseffekt“ hinsichtlich der Vorgänge in der Filmakademie gegeben.
Im Herbst 2023 änderte die Deutsche Filmakademie ihren Auswahlprozess. So fiel zur Verleihung 2024 die erste Stufe des bislang dreistufigen Auswahlverfahrens weg, das eine Vorauswahl der Produktionen durch eine Kommission vorsah. Laut Angaben der Filmakademie war bereits im Herbst 2022 mit der Ausarbeitung eines neuen Wahlverfahrens begonnen worden, das zu ihrem 20. Geburtstag in Kraft trat.

### Auszeichnungen

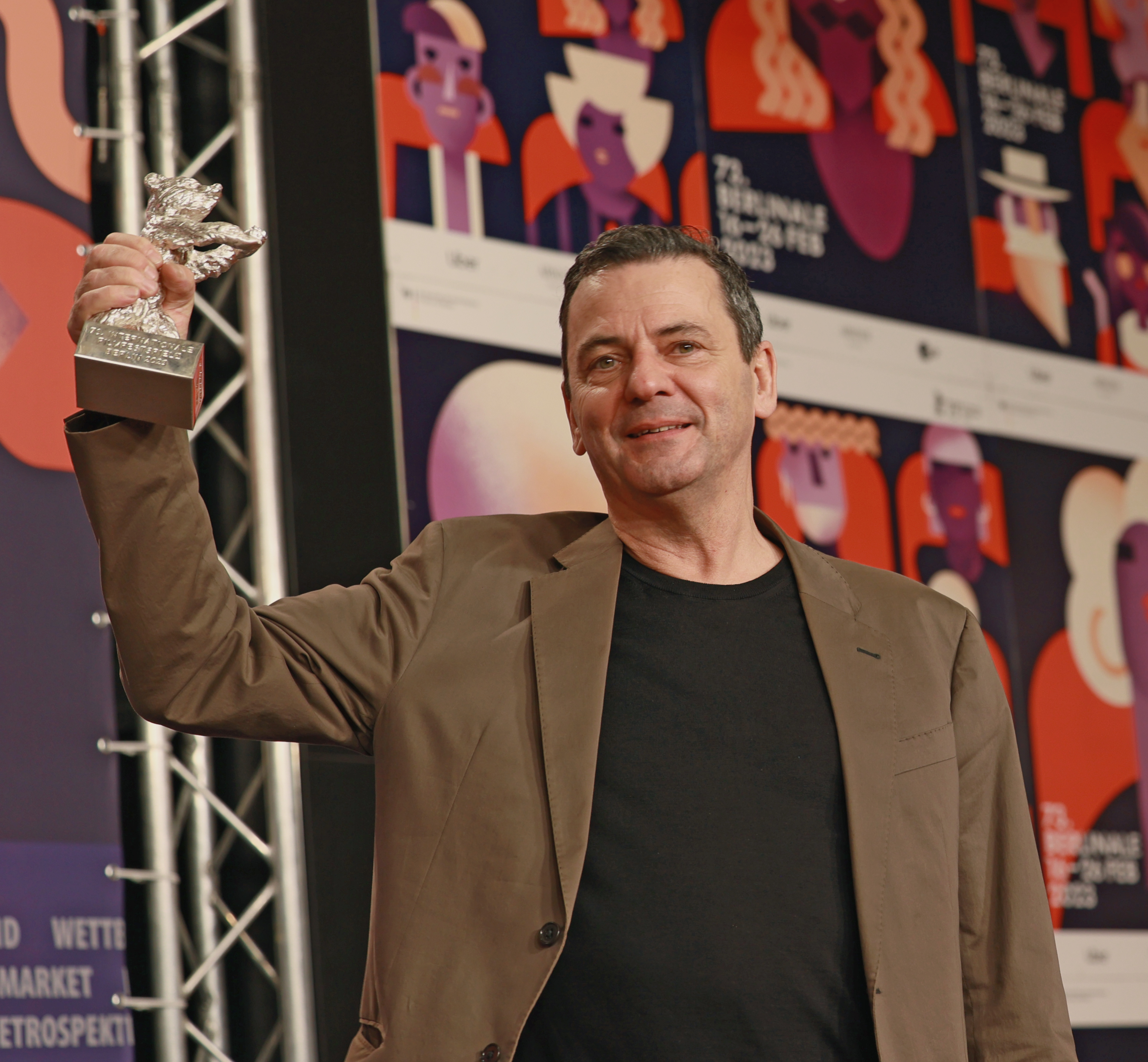
Christian Petzold mit seinem gewonnenen Silbernen Bären

Für Roter Himmel erhielt Regisseur Petzold seine sechste Einladung in den Wettbewerb um den Goldenen Bären, den Hauptpreis der Berlinale. Dort hatte er gegenüber dem Dokumentarfilm Auf der Adamant das Nachsehen, wurde aber mit dem zweitwichtigsten Preis, dem Großen Preis der Jury, geehrt. Weitere Einladungen in die Wettbewerbe internationaler Festivals folgten. Auch wurde Hauptdarsteller Thomas Schubert für den Europäischen Filmpreis nominiert. Im Jahr 2024 folgte der Preis der deutschen Filmkritik (offizielle Zählung 2023) in den Kategorien Spielfilm und Drehbuch.
| Festival / Filmpreis                                 | Kategorie                                     | Resultat  | Preisträger/ Nominierte                                  |
| ---------------------------------------------------- | --------------------------------------------- | --------- | -------------------------------------------------------- |
| Berlinale 2023                                       | Goldener Bär – Bester Film                    | Nominiert | Florian Koerner von Gustorf, Michael Weber, Anton Kaiser |
| Berlinale 2023                                       | Silberner Bär – Großer Preis der Jury         | Gewonnen  | Christian Petzold                                        |
| Europäisches Filmfestival von Calgary 2023           | Publikumspreis – Bester europäischer Film     | Nominiert | Christian Petzold                                        |
| Deutscher Schauspielpreis 2023                       | Schauspieler in einer dramatischen Hauptrolle | Nominiert | Thomas Schubert                                          |
| Europäischer Filmpreis 2023                          | Bester Darsteller                             | Nominiert | Thomas Schubert                                          |
| Filmfestival von Odessa 2023                         | Bester Film                                   | Nominiert | Christian Petzold                                        |
| Filmfestival von Odessa 2023                         | Lobende Erwähnung der Jury                    | Gewonnen  | Christian Petzold                                        |
| Filmfestival von Palić 2023                          | Bester Film                                   | Gewonnen  | Christian Petzold                                        |
| Filmfestival von Palić 2023                          | FIPRESCI-Preis                                | Gewonnen  | Christian Petzold                                        |
| Preis der deutschen Filmkritik 2023 (2024 verliehen) | Bester Spielfilm                              | Gewonnen  | Christian Petzold                                        |
| Preis der deutschen Filmkritik 2023 (2024 verliehen) | Bester Darsteller                             | Nominiert | Thomas Schubert                                          |
| Preis der deutschen Filmkritik 2023 (2024 verliehen) | Bestes Drehbuch                               | Gewonnen  | Christian Petzold                                        |
| Preis der deutschen Filmkritik 2023 (2024 verliehen) | Beste Bildgestaltung                          | Nominiert | Hans Fromm                                               |
| Preis der deutschen Filmkritik 2023 (2024 verliehen) | Beste Montage                                 | Nominiert | Bettina Böhler                                           |
| Filmfestival von San Sebastián 2023                  | Sebastiane Award – Bester Film                | Nominiert | Christian Petzold                                        |
| Filmfestival von Sydney 2023                         | Bester Film                                   | Nominiert | Christian Petzold                                        |